# Iris formosana
Iris formosana (лат.) — многолетнее травянистое растение; вид рода Ирис (Iris) семейства Ирисовые (Iridaceae). Известен как «тайваньский ирис». Выращивается как декоративное растение в регионах с умеренным климатом.

## Ботаническое описание
Многолетнее растение с толстым корневищем, со стройными ветвящимися столонами.
Листья травянистые, прямостоячие, мечевидные, жёсткие, серовато-зелёные с одной стороны и ярко-зелёные с другой стороны. Вырастают до 30-40 см в длину и 2-2,5 см в ширину. Листья имеют от 3 до 5 жилок.
У растения толстый цветоножка длиной 15-90 см. Стебли меньше, чем стебли Iris confusa.
Стебли имеют 4-6 лопаток (листья цветочной почки), которые имеют мембранные края.
На стеблях (и ветвях) находится от 3 до 5 цветков, весной, с апреля по май (в Великобритании), или с марта по апрель (в Европе).
Цветы похожи на Iris japonica, но с более короткими базальными листьями и более крупными белыми цветами.
Цветы 7-10 см в диаметре, и имеют оттенки белого, или сиреневого, или лавандового, или бледно-голубого.
У цветка 2 пары лепестков, 3 больших чашелистика (внешние лепестки), и 3 внутренних, меньших лепестка (или чашелистика). Опушение волнистое и зубчатое. Верхушка бороздчатая.
Белая трубка околоцветника длиной 1 см, пыльники длиной 8-9 мм, продолговатые или линейные, белые нити длиной 1,5 см и завязь длиной 1 см.
Бледно-голубые или белые цветоножки длиной 2 см и шириной 6-7 мм, с бахромчатыми лепестками.
После цветения ирис выпускает продолговато-яйцевидную семенную капсулу, длиной 3-4 см. На вершине капсулы находятся остатки трубки околоцветника.
Число хромосом обычно публикуется как 2n = 28 или как 2n=28, 35.

## Таксономия
Известен как «тайваньский ирис».
На китайском языке видовое название пишется как 台湾鸢尾 или 臺灣鳶尾, а также известен как tai wan yuan wei на пиньинь в Китае. Общее название на пиньинь происходит от 'Milvus' tail flower, потому что форма цветка ириса похожа по форме на хвост Milvus (или коршуна).
В японском языке он известен под названием I wa ta shi san ga ya, что означает «цветок тайваньской бабочки».
Латинский эпитет formosana относится к острову Формоза (прежнее название Тайваня).
Впервые вид был описан в 1934 году Дзисабуро Ои в журнале Acta Phytotaxonomica et Geobotanica.
Iris formosana является предварительно принятым названием RHS.

## Распространение и экология
Родина вида — умеренные регионы Азии.
Встречается в северо-восточной части Тайваня.
Произрастает на опушках леса, на склонах холмов или крутых обрывов и у обочин дорог.
Растет в горах на средних и низких высотах, на высоте от 500 до 1000 м над уровнем моря.
В дикой природе вид становится все более редким.
Среде обитания вида угрожают различные факторы, включая изменение климата и влияние человека. Примерами утраты среды обитания являются регулярное скашивание обочин дорог и опрыскивание их гербицидами, а также оползни, вызванные проливными дождями, обрушивающими горные скалы.

## Выращивание
Растение не выживает в северном климате, и не переносит морозов.
Предпочитает расти на почвах, богатых гумусом, с хорошим дренажем. Может переносить различные типы почв, включая известковые или кремнистые. Может переносить нейтральные или кислые почвы (уровень PH между 6,5 и 7,5).
Предпочитает местоположение в тени или небольшом затенении. В течение вегетационного периода растение также предпочитает влажность или средний и высокий уровень влажности. Чрезмерный полив или избыток воды зимой может привести к гибели растения.
Из вредителей — слизни и улитки.
Размножается делением, или семенами. Считается, что растение способно укореняться в воде.